# Whina Cooper
Whina Cooper   (Hokianga Harbour, 9 de desembre de 1895 - Panguru, 26 de març de 1994) fou una activista, mestra i historiadora neozelandesa.
Sa mare es deia Hermina Te Wake i el seu pare Kare Pauro Kawatihi. Fou presidenta fundadora de la Lliga de Benestar de les Dones Maoris del 1951 al 1957 i presidenta dels Drets de la Terra Maori de Nova Zelanda, del 1975 al 1994. Treballà molts anys pels drets del seu poble i per a millorar la sort de les dones maoris.
Tingué un fill i una filla del seu primer matrimoni amb Richard Gilbert; i dos fills i dues filles del seu segon matrimoni amb William Cooper.